# Socialinė integracija
UAB Socialinė integracija ist ein sozial verantwortliches Unternehmen mit dem Status eines Sozialunternehmens für Menschen mit der Behinderung in Litauen. Es wurde am 6. April 2010 im Dorf Alekniškis (Rajongemeinde Širvintos) errichtet. UAB "Socialinė integracija" bietet Dienstleistungen der Reinigung,  Facilitymanagement Services  und  spezifische Reinigungsarbeiten. Es hat das integrierte Managementsystem für die Verwaltung von Qualität, Umweltschutz und Arbeitssicherheit und Gesundheit. Der Hauptsitz des Unternehmens befindet sich in Pašilaičiai, Vilnius. 